# Туне (острво)
Туне (дан. Tunø) је данско острво у мореузу Категат, око 4 километра од суседног острва Самсе. Острво се простире на површини од 3.52 километара квадратних и има 113 становника према попису из 2005. године. Налази се под управом општине Одер. Туне Би је једино насељено место на острву, а постоји и засеок Лекегарде као друго највеће насељено место на острву.Мало источно од села Туно Бу налази се лука Туне. 
На острву се налази и црква која је највероватније изграђена у 14. веку, а служи и као светионик.